# Abschnittsbefestigung Schellenberg

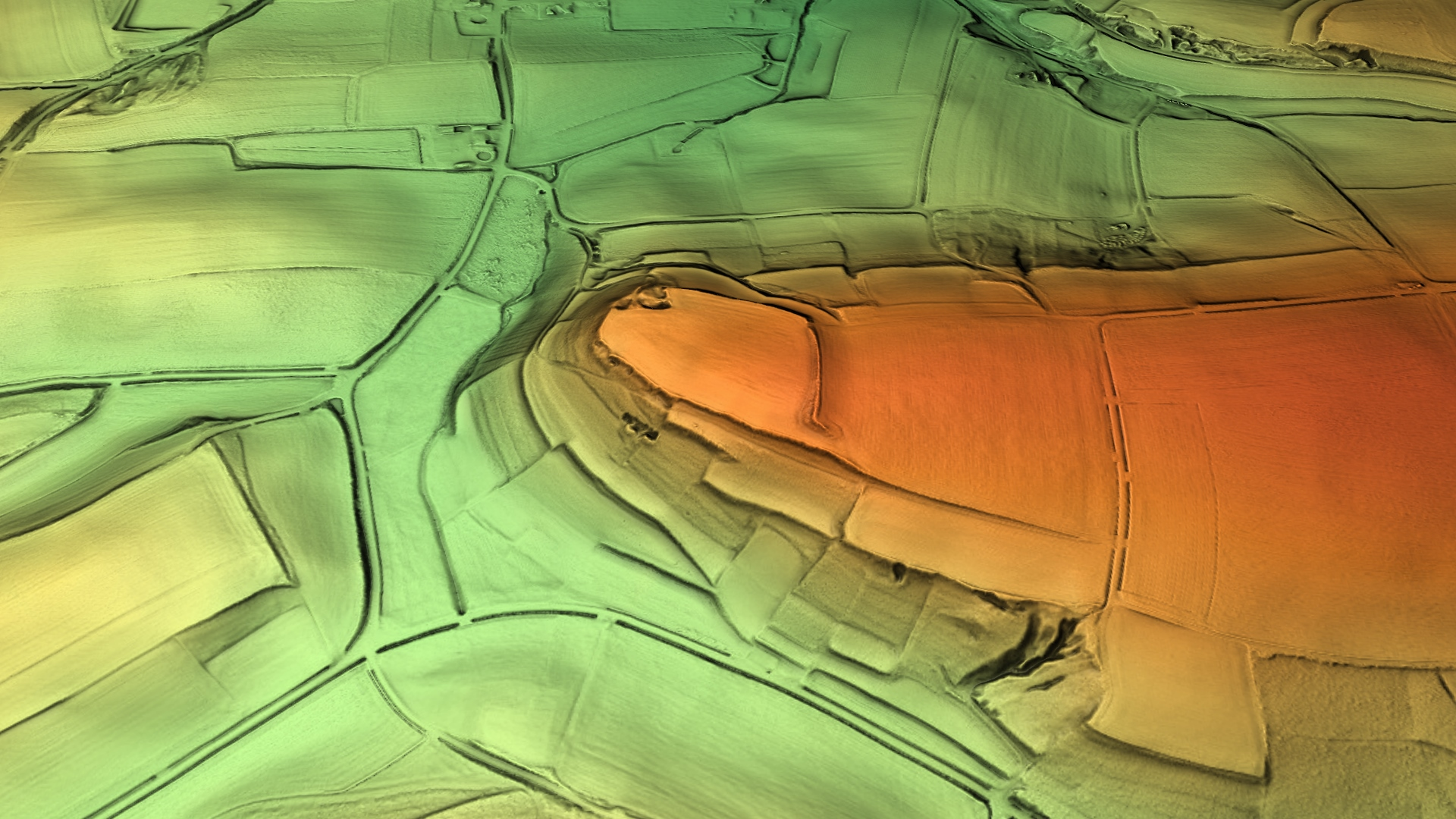
3D-Ansicht des digitalen Geländemodells

Die Abschnittsbefestigung Schellenberg ist eine abgegangene vor- oder frühgeschichtliche, möglicherweise auch frühmittelalterliche Abschnittsbefestigung (Wallburg) auf dem Schellenberg (325 m ü. NHN) etwa 800 Meter südsüdöstlich der Kirche in Stappenbach, einem Ortsteil der Marktgemeinde Burgebrach im Landkreis Bamberg in Bayern.
Von der ehemaligen Abschnittsburg ist noch ein Abschnittsgraben erhalten.